# San Diego de Alejandría
San Diego de Alejandría là một đô thị thuộc bang Jalisco, México. Năm 2005, dân số của đô thị này là 6181 người.